# Winthemia trinitatis
Winthemia trinitatis är en tvåvingeart som beskrevs av Thompson 1963. Winthemia trinitatis ingår i släktet Winthemia och familjen parasitflugor. Inga underarter finns listade i Catalogue of Life.